# Ronaldo Lora
Ronaldo Luis Lora Ballestas (Ciénaga, Magdalena, Colombia; 12 de julio de 1997) es un futbolista colombiano. Juega de defensa y su equipo actual es Macará de la Serie A de Ecuador.

## Trayectoria
Inició su carrera en las categorías formativas del Unión Magdalena en 2010. Su debut en el equipo principal tuvo lugar el 13 de octubre de 2016 jugando en la Categoría Primera B ante Atlético FC.
En 2018, contribuyó al ascenso del Unión Magdalena a la Primera División del fútbol colombiano del año siguiente, anotando un gol frente a Barranquilla FC. 
Su debut en la Primera División, se dio el 7 de septiembre de 2019 por la décima fecha del Torneo Apertura en una derrota 1-0 frente a Junior de Barranquilla. Al final de la temporada 2019 el equipo terminó descendiendo a la Categoría Primera B, después de caer derrotado 3-1 frente a Once Caldas el 29 de octubre en la última jornada del Torneo Finalización.
En el segundo semestre de 2021, logró otro ascenso con Unión Magdalena a la Categoría Primera A como campeón, venciendo en la final a Cortuluá, aunque hubo controversias por acusaciones de arreglos de partido.
La temporada 2022 fue problemática para Lora. Fue sancionado por la Dimayor con seis fechas de suspensión y una multa de siete millones de pesos al protagonizar una pelea con los hinchas de su propio club, después de que estos ingresarán al campo de juego a demostrar su descontento, tras una derrota 3-0 ante Atlético Bucaramanga por la séptima jornada del Torneo Apertura.
El 5 de febrero de 2023, anotó su primer gol en la Categoría Primera A en la tercera jornada del Torneo Apertura frente a Envigado en un empate 1-1. Al final de la temporada 2023, Unión Magdalena descendió de nuevo a la Categoría Primera B, después de ser derrotado por la fecha 18 del Torneo Finalización ante Atlético Bucaramanga por 2-1.
Para el 2024, se confirmó su cesión al Macará de la Serie A de Ecuador, siendo esta su primera experiencia internacional.

## Estadísticas

### Clubes
Actualizado al último partido disputado el 24 de noviembre de 2024.
| Club                       | Div.          | Temporada     | Liga  | Liga  | Copas nacionales | Copas nacionales | Total | Total | Total  |
| Club                       | Div.          | Temporada     | Part. | Goles | Part.            | Goles            | Part. | Goles | Asist. |
| -------------------------- | ------------- | ------------- | ----- | ----- | ---------------- | ---------------- | ----- | ----- | ------ |
| Unión Magdalena · Colombia | 2.ª           | 2016          | 1     | 0     | —                | —                | 1     | 0     | 0      |
| Unión Magdalena · Colombia | 2.ª           | 2017          | 3     | 0     | 3                | 0                | 6     | 0     | 0      |
| Unión Magdalena · Colombia | 2.ª           | 2018          | 11    | 1     | 2                | 0                | 13    | 1     | 0      |
| Unión Magdalena · Colombia | 1.ª           | 2019          | 5     | 0     | 5                | 1                | 10    | 1     | 0      |
| Unión Magdalena · Colombia | 2.ª           | 2020          | 2     | 0     | 4                | 0                | 6     | 0     | 0      |
| Unión Magdalena · Colombia | 2.ª           | 2021          | 31    | 0     | 1                | 0                | 32    | 0     | 0      |
| Unión Magdalena · Colombia | 1.ª           | 2022          | 28    | 0     | 6                | 0                | 34    | 0     | 0      |
| Unión Magdalena · Colombia | 1.ª           | 2023          | 25    | 1     | 6                | 0                | 31    | 1     | 0      |
| Unión Magdalena · Colombia | Total club    | Total club    | 106   | 2     | 27               | 1                | 133   | 3     | 0      |
| Macará · Ecuador           | 1.ª           | 2024          | 21    | 0     | 1                | 0                | 22    | 0     | 0      |
| Macará · Ecuador           | Total club    | Total club    | 21    | 0     | 1                | 0                | 22    | 0     | 0      |
| Total carrera              | Total carrera | Total carrera | 127   | 2     | 28               | 1                | 155   | 3     | 0      |
| 1.                         |               |               |       |       |                  |                  |       |       |        |

## Palmarés

### Campeonatos nacionales
| Título              | Club            | País     | Año     |
| ------------------- | --------------- | -------- | ------- |
| Categoría Primera B | Unión Magdalena | Colombia | 2021-II |